# Ludwig Winder

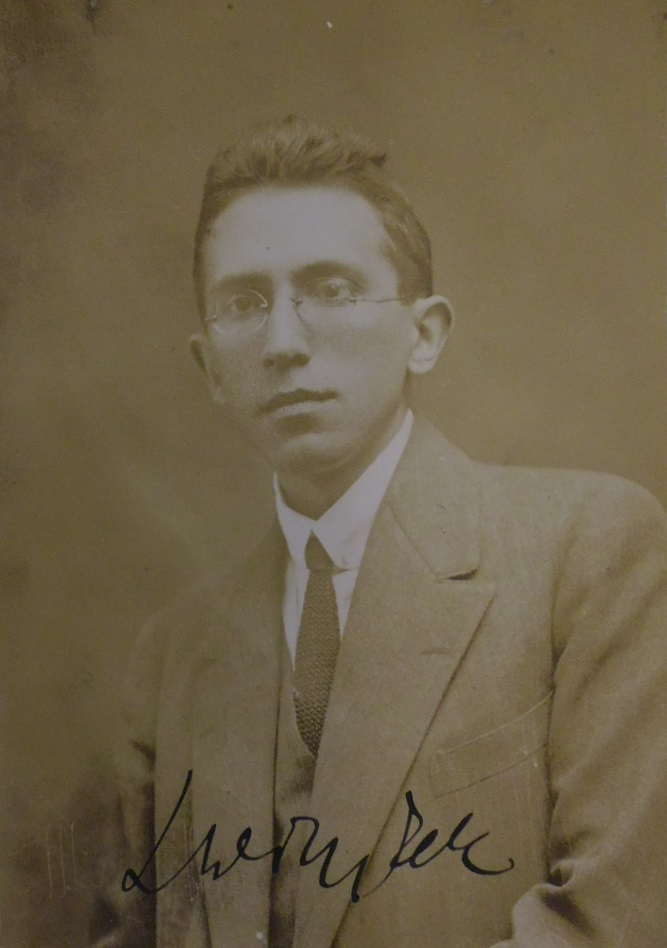
Ludwig Winder, ca. 1920

Ludwig Winder (geboren 7. Februar 1889 in Schaffa, Österreich-Ungarn; gestorben 16. Juni 1946 in Baldock, Großbritannien) war ein tschechoslowakischer deutschsprachiger Schriftsteller, Journalist und Literaturkritiker.

## Leben
Winder wurde als Sohn einer jüdischen Familie im südmährischen Schaffa (Šafov) geboren und ist im nahegelegenen Holleschau (Holešov) aufgewachsen. Unter der Rigorosität seines Vaters, eines streng orthodoxen Juden, hatte der Junge schwer zu leiden. Er besuchte die Handelsakademie. 1906 veröffentlichte er auf eigene Kosten seinen ersten Gedichtband und im Sommer 1907 trat Winder nach seiner Reifeprüfung in die Redaktion der Wiener Zeitung Die Zeit ein. Er gehörte dem so genannten Prager Kreis von Literaten an und war eng befreundet mit dem Journalisten und Philosophen Felix Weltsch und mit den Schriftstellern Oskar Baum, Max Brod und Johannes Urzidil.
Er arbeitete bei verschiedenen Zeitungen als Redakteur, Literaturkritiker, Lokaljournalist und Theaterreferent. Für die Prager deutschsprachige Tageszeitung Bohemia schrieb er zwischen 1915 und 1938 über 2.500 Feuilletonbeiträge. Gleichzeitig veröffentlichte er zahlreiche Bücher bei Verlagen in Wien, Berlin, Leipzig und Zürich, aber auch ein Theaterstück, Die Frau ohne Eigenschaften, das Robert Musil zur Vorlage für sein Opus Magnum Der Mann ohne Eigenschaften verwendet hat. 1934 erhielt der Autor den Tschechoslowakischen Staatspreis für deutschsprachige Literatur. Im österreichischen Ständestaat hingegen wurde der Roman Der Thronfolger. Ein Franz-Ferdinand-Roman 1937 kurz nach seinem Erscheinen auf der Grundlage des Traditionsschutzgesetzes verboten. In seinen Romanen (Die nachgeholten Freuden von 1927, Der Kammerdiener von 1943, vollständig erst 1988 veröffentlicht) setzte Winder sich immer wieder mit Herrschaft, Macht und Unterdrückung auseinander.
Nach der deutschen Okkupation der Tschechoslowakei floh Ludwig Winder am 29. Juni 1939 mit seiner Frau und der älteren Tochter Marianne über Polen und Skandinavien nach England. Die jüngere Tochter blieb freiwillig in Prag zurück. Gegen Kriegsende starb sie im KZ Bergen-Belsen.
In England arbeitete Winder ebenfalls bei Zeitungen mit und schrieb weiter Romane. Unter den zwei Pseudonymen Herbert Moldau und G. A. List wurden je ein Werk veröffentlicht, unter letzterem One Man’s Answer beim Londoner Verlag George G. Harrap (1944). 1941 wurde ein Herzleiden festgestellt, dem Ludwig Winder am 16. Juni 1946 in England (Baldock) erlag. Seine Asche wurde in London beigesetzt. Postum wurde 1949 der Roman Die Pflicht veröffentlicht.
2014 schrieb Peter Roos anlässlich der von Ulrich Weinzierl herausgegebenen Neuausgabe von Der Thronfolger. Ein Franz-Ferdinand-Roman über den „bis heute mäßig bekannte[n] Literat[en]“, dieser sei „nicht nur Dichter“ gewesen: „Er war Wahrnehmer von Beruf und direkt am Impuls der Information. Produktiv als Kulturjournalist, 25 Jahre in Prag, 3000 publizierte Texte, immer am Herzschlag seiner Zeit.“ Der Thronfolger wurde auch in den Feuilletons von Neue Zürcher Zeitung, Frankfurter Allgemeine Zeitung, Süddeutsche Zeitung und Die Welt wahrgenommen und durchwegs positiv als Neu- oder Wiederentdeckung des Romans wie auch seines Autors gewürdigt.

## Werke (Auswahl)
- Die jüdische Orgel. Roman. Wien : Rikola Verlag, 1922. Neuausgabe Hofenberg, Berlin 2019, ISBN 978-3-7437-3296-4.
- Die nachgeholten Freuden : Roman. Wien : Zsolnay, 1987
- Der Kammerdiener : Roman. Wien : Zsolnay, 1987
- Dr. Muff : Roman. Wien : Zsolnay, 1990
- Hugo - Tragödie eines Knaben : gesammelte Erzählungen. Hrsg. Dieter Sudhoff. Paderborn : Igel, 1995
- Die Novemberwolke : Roman. Hrsg. Dieter Sudhoff. Paderborn : Igel, 1996
- Geschichte meines Vaters. Hrsg. Dieter Sudhoff. Oldenburg : Igel, 2000
- Die Pflicht : Roman. Hrsg. Christoph Haacker. Wuppertal : Arco, 2003
- Der Thronfolger. Ein Franz-Ferdinand-Roman. Nachwort Ulrich Weinzierl. Zsolnay, Wien 2014, ISBN 978-3-552-05673-2.